# Pont Nou sobre el río Mijares
El puente Nuevo es un puente que cruza sobre el río Mijares, en la provincia española de Castellón. Sito entre los municipios de Almazora y Villarreal, está catalogado como Bien de Interés Cultural, con categoría de Monumento.

## Emplazamiento
Se encuentra en el municipio de Almazora, en la Comarca de la Plana Alta, provincia de Castellón; concretamente, en la carretera nacional 340a en el km 970.

## Descripción artística

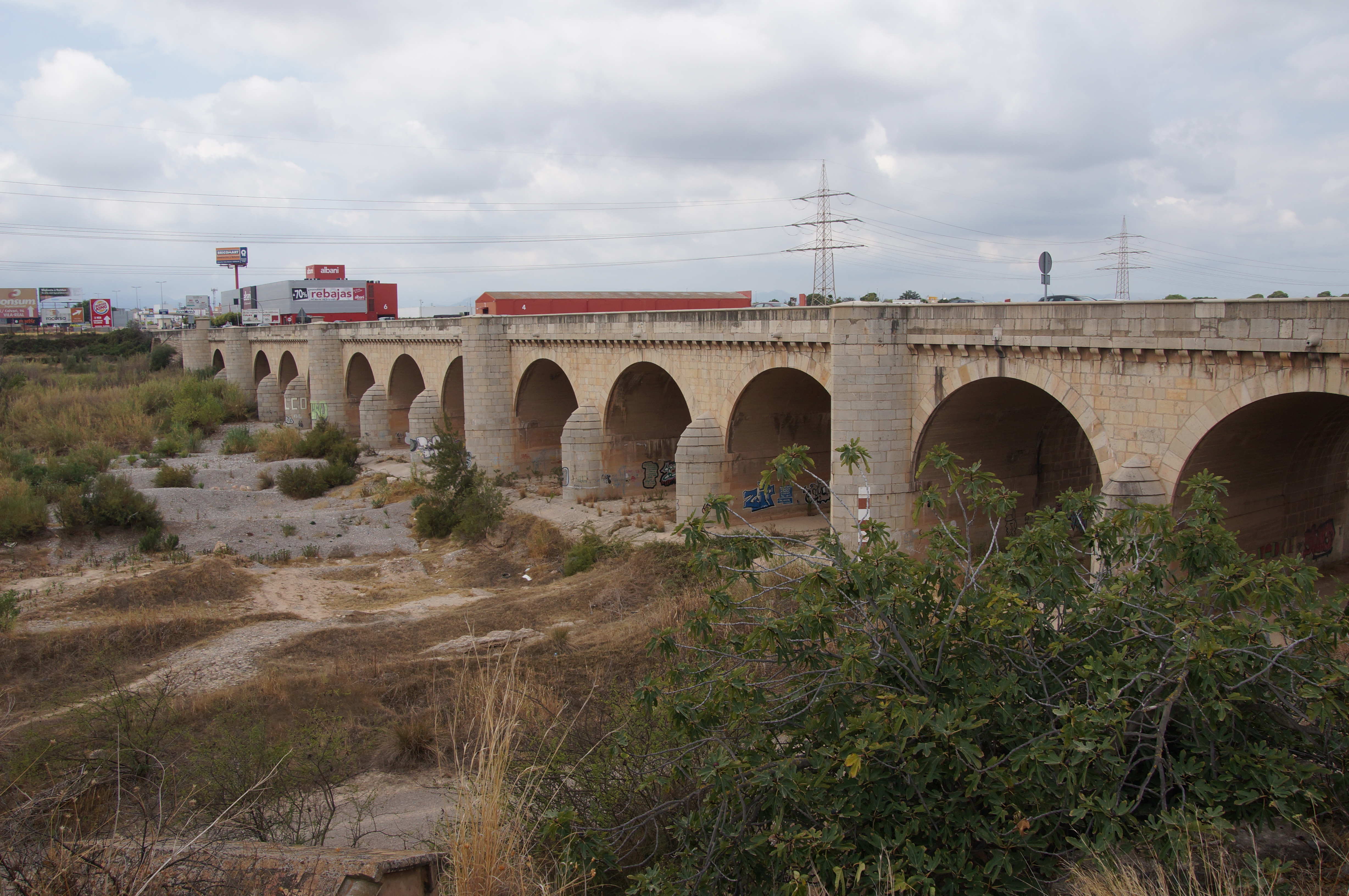
Vista del puente

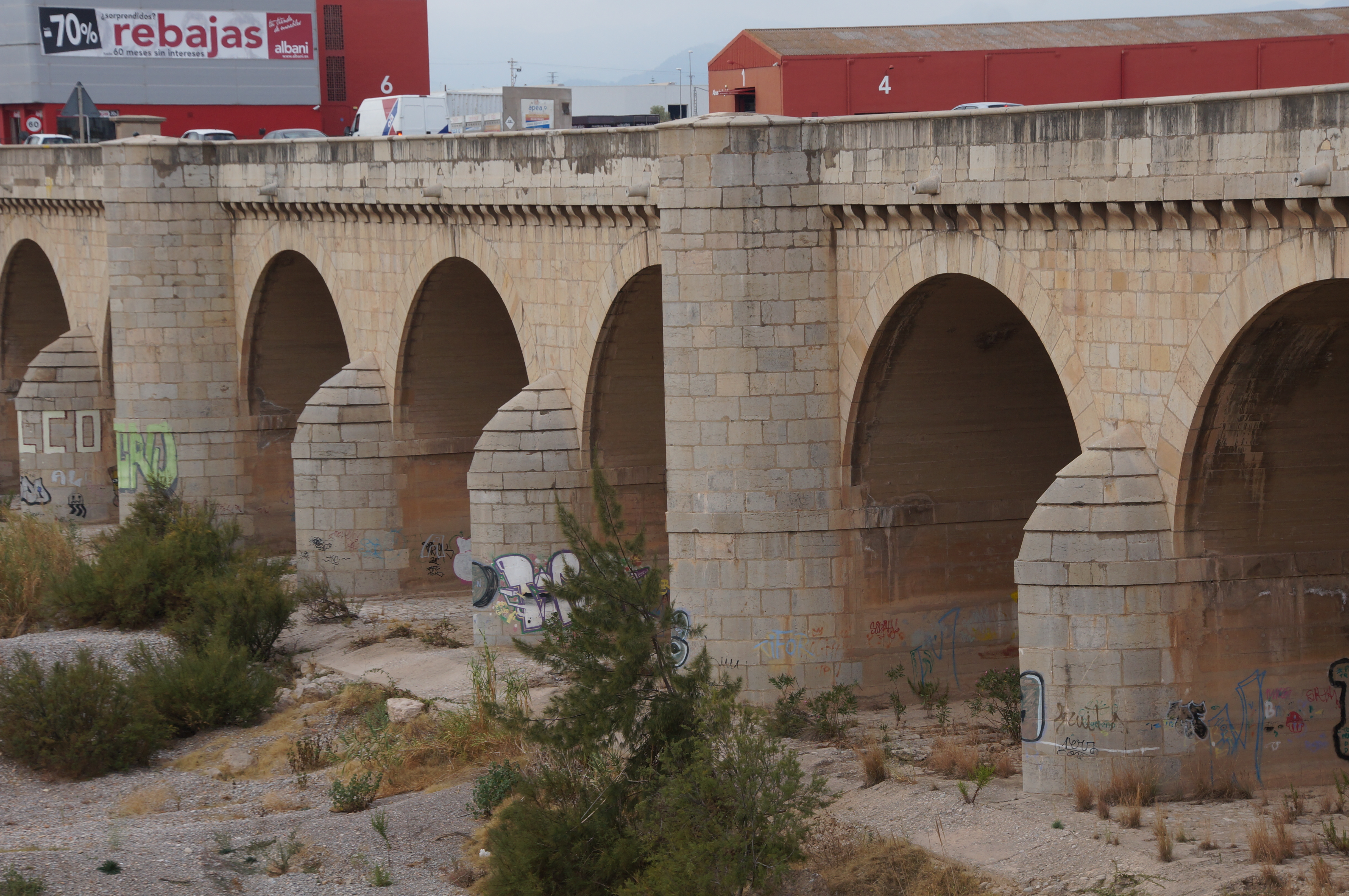
Detalle

Se trata de un puente construido en el siglo XVIII, entre los años 1784 y 1790, siguiendo el proyecto y la dirección del arquitecto Bartolomé Ribelles Dalmau, bajo las pautas del movimiento academicista que crea un nuevo clasicismo basado en un diseño puro y una  simplicidad de formas.
Su nombre se debe a la necesidad de distinguirlo del puente de Santa Quiteria, el cual fue construido a finales del siglo XIII.
Es un gran viaducto fabricado en sillería, con bóvedas de medio punto, tímpano macizo y tablero superior; con pretiles bancos para el descanso.  Tiene tres luces en forma de arcos de medio punto, presentando una moldura que separa el muro que forman los pretiles de los arcos y que recorre todo el puente. Tiene trece arcos o vanos,  de nueve metros de altura. De los tajamares, cuatro cuentan con troneras y los restantes agallonados; así como desagües con gárgolas.
En los extremos presenta unas lápidas rectangulares de mármol en las que se hace referencia a su construcción. Hacia la derecha, por el lado  que pertenecería al término de Villarreal, viene a decir:

SIENDO SUPERINTENDENTE GENERAL
EL EXCELENTISIMO SEÑOR CONDE DE FLORIDA
BLANCA I SUBDELEGADO EL MUI ILUSTRE
SEÑOR MARQUES DE VALERA POR IDEA I
DIRECCION DE DON BARTOLOME
RIBELLES CONCLUIOSE AÑO 1790.

Mientras que por la parte izquierda de este mismo lado de Villarreal indica:

EN LOS REINADOS DE CARLOS TERCERO
I CARLOS CUARTO; DEL SOBRANTE DE LA
RENTA DE OCHO POR CIENTO DE LA CIUDAD
DE VALENCIA CONTRIBUIENDO CON LA CON
DUCCION DE MATERIALES LOS VECIOS DE
CASTELLON, ALMASSORA, BORRIANA, BORRIOL
I VILLARREAL.

Por su parte, en el lado que pertenece a Almazora, a la derecha nos informaría de:

A FUNDAMENTIS FECERUNT
VALENTINA CIVITAS
ET VICINIORA QUINQUE OPIDA
CONFERENTES REGIO DECRETO
ILLA PECUNIAM PUBLICAM
HORUM INCOLAR PRIVATA AUXILIA.

Mientras que en la parte izquierda del mentado lado almazorense tendríamos:

CAROLUS QUARTUS.
ADVERSUS ACUARUM IMPETUS
VIATORIBUS PRAESIDIUM
CARI PATRIS JUSU COEPTUM
ANNO MDCCXC.

## Historia
En septiembre de 1776, el Ayuntamiento de Almazora acordó reparar los puentes del término, mejorando las infraestructuras viarias  y  reponer al tiempo,  el puente que se había venido abajo en la rambla de la Viuda. Así, en 1784 se puso la primera piedra del llamado “Pont Nou”.
El Puente Nuevo fue testigo silencioso de un  hecho de armas acontecido el 9 de marzo de 1810, durante la  Guerra del Francés, protagonizado por la caballería del Mariscal francés Suchet  y los habitantes de la zona (tanto de Almazora, Villarreal, como Castellón), que fueron vencidos mediante un ardite, consistente en  simular la retirada de la caballería y con posterioridad hacer un fuerte contraataque, con lo cual consiguieron vencer  las débiles defensas y derrotándolos totalmente tras su persecución  por la partida de la Cossa hasta Castelló.
Es por ello por lo que se levanta cerca del puente, un monolito que conmemora el acto heroico de sus antecesores. El monolito es obra del escultor Manuel Carrasco, y se encuentra rematado con imágenes e inscripción de bronce del escultor de Villarreal Josep Ortells, las cuales se encuentran, en la actualidad, restauradas y depositadas en el ayuntamiento. Este monumento lo inauguraron el 9 de marzo de 1926, pese a que estaba prevista su inauguración años antes, de lo que deja constancia los bronces, que nos hablan del centenario.
Con el transcurrir de los años se han producido mejoras y remodelaciones, así, con el Plan de Modernización de Carreteras de 1952 a 1953, se amplió, de los siete metros de origen, a los actuales dieciséis metros y sesenta y cinco centímetros, obras que finalizaron ya entrado 1954.
Bajo el actual puente del ferrocarril, y muy cerca del Puente Nuevo, pueden verse restos de estructuras del antiguo puente de hierro, que se inauguró el 21 de noviembre de 1862.
En la actualidad está catalogado como un Bien de Interés Cultural, según consta en la Dirección General de Patrimonio Artístico de la Generalidad Valenciana Presenta anotación ministerial número: RI-51-0010554, y fecha de la disposición: seis de octubre del año 2000, poseyendo declaración singular.